# Virtueller Kurzschluss
Die Bezeichnung virtueller Kurzschluss bringt bei einem idealen Operationsverstärker mit Gegenkopplung zum Ausdruck, dass beide Eingänge unabhängig vom Eingangssignal das gleiche elektrische Potential aufweisen, wodurch der Eindruck entsteht, es liegt ein Kurzschluss vor. Zwischen den Eingängen fließt allerdings kein Strom, daher das Attribut „virtuell“, sondern nur über das Rückkopplungsnetzwerk. Theoretisch ist er nötig, damit die Ausgangsspannung endlich wird, da die Verstärkung der Differenz beider Eingangsspannungen beim idealen Operationsverstärker unendlich groß ist.

OP-Schaltung als Nichtinvertierender Verstärker

Bei der OP-Schaltung als nichtinvertierender Verstärker fällt über R1 eine Spannung ab, die im Betrag gleich der Eingangsspannung ist. Es entsteht der Eindruck, zwischen den Differenzeingängen des OPs liege ein Kurzschluss, jedoch fließt kein Strom zwischen den Eingängen. Denn tatsächlich regelt der ideale OP mit Gegenkopplung seine Ausgangsspannung so aus, dass zwischen den Differenzeingängen kein Spannungsunterschied auftritt. Der vom OP-Ausgang über R2 zufließende Strom ruft an R1 eine Spannung hervor, die der Eingangsspannung UE entspricht.

OP-Schaltung als invertierender Verstärker

Infolge des virtuellen Kurzschlusses weist die OP-Schaltung invertierender Verstärker eine weitere spezielle Eigenschaft auf: Die virtuelle Masse. Ein Differenzeingang liegt in dieser Schaltung auf Massepotential und der andere liegt in der Mitte des Rückkopplungzweigs. Somit befindet sich durch den virtuellen Kurzschluss scheinbar das eine Ende von Widerstand R1 an Masse.